# Hollandse Kamp
Hollandse Kamp is een dorp in het district Para in Suriname. Het ligt in de buurt van Zanderij op zo'n vijftig kilometer afstand van Paramaribo
Het dorp heeft tussen de 186 en 385 bewoners. In het dorp wonen inheemse Surinamers van de stammen Arowakken en Karaïben. Het dankt zijn naam aan het feit dat hier in de Tweede Wereldoorlog een basis met Nederlandse militairen stond.
De bevolking koos op 7 augustus 2011 Theo Jubitana tot hun kapitein (dorpshoofd). Hij overleed op 20 juli 2021 en sindsdien is hoofd basya Sergio Jubithana waarnemend kapitein.
In januari 2023 protesteerden de dorpelingen tegen gronduitgifte van hun leefgebied aan stedelijke partijen zonder dat zij hiervan bekend waren. Het protest was succesvol. Kort hierna werden de beschikkingen ingetrokken en vertrokken de graafmachines uit het dorp.